# 先物取引
先物取引（さきものとりひき、英: futures contract）は、デリバティブ（金融派生商品）取引の一つで、価格や数値が変動する各種有価証券・商品・指数等について、未来の売買についてある価格・量での取引を事前に決める取引のうち、最終取引日や取引量の単位が定型化され市場で扱われるものを指す。一方、これらの単位が定型化されず、相対で決定されるものは先渡取引と呼ばれる。先物取引は市場デリバティブ取引となる。先物取引はかつては定期取引や清算取引とも呼ばれた。

## 概要
先物取引においては、市場が期日（取引最終日・納会日）を決める。売買の当事者が任意に期日を決める先渡取引とは異なる。
取引を行う者から見ると、取引所に対し買いまたは売りの発注を行い、それが取引成立となると、買いまたは売りの地位（ポジションと言われる）を得ることになる。
期日までの期間で反対売買（例えば最初に売りを行った者であれば、その売りポジションを、買いの注文により解消すること）を行うことが制度上可能であり、反対売買を行った場合には差金決済（決済方式の一つ。それぞれのポジションごとに、ポジション取得時の価格と解消時の価格の差額の決済（※それぞれの取引ごとに、利益となっているか損失となっているかは異なる））が行われる。
期日終了時点において、買いまたは売りのポジションを保持している場合には、以下のいずれかの最終決済が行われることになる。いずれが用いられるかは、それぞれの先物取引の制度、または場合によってはポジション保有者の意思により決定される。成立した先物取引は、該当の商品の売買を「行う権利」ではなく、「履行する義務」であり、放棄はできない。
現物受渡決済（受渡決済）
買いポジション保有者は現金を支払い、現物を受け取る。一方の売りポジション保有者は、現物を渡し、現金を受け取る。最終決済がこの方式で行われる先物取引を、「現物先物取引」と呼ぶことがある。
差金決済
まず、取引所（または清算機関）が規定に従って、最終清算数値（または最終決済価格）というものを決定・公表する。例えば日経225先物取引の場合、期日（取引最終日）翌日における、日経平均株価を構成する各株式の始値をベースに最終清算数値が決定される ことになっている。その最終清算数値と、ポジション形成時の約定価格との差額を現金で決済する。 最終決済がこの方式で行われる先物取引を「現金決済先物取引」と呼ぶことがある。

## 歴史
古代メソポタミアにおいて紀元前1750年頃、バビロニア王ハムラビによってハムラビ法典が制定された。この法典は、財や資産を将来の期日に決められた価格で売却することを許可していた。この取引のためには、証人の下で契約書を作成することが求められた。この法典により、先渡取引および先物取引を行うことが可能となった。これらの金融派生商品は神殿において取引され。、取引市場が形成された。
オランダはいくつかの金融商品を開発し、近代的な金融システムの基礎を築くのに貢献した。ヨーロッパでは、正式な先物市場は17世紀にオランダ共和国で登場した。これらの初期の先物契約の中で最も注目すべきものは、1636年のオランダにおけるチューリップマニアの絶頂期に開発された「チューリップ先物」である。 この熱狂の中で、チューリップ自身の取引から始まり、将来のチューリップである球根の取引、球根の将来の価格の取引（先物取引）、球根の将来の価格の権利の取引（オプション取引）、球根自体を貨幣として用いる取引など、様々な金融手法が用いられた。
1730年（享保15年）に幕府公認として組織・整備された大坂の「堂島米会所」は世界で最初の常設された先物取引所と考えられている。堂島米会所以前にも保険つなぎとして、株式の信用取引の空売りと同様の米切手の空売りとしての「つめかえし」（両替商から米切手か米手形を借りて、売り繋ぐ行為）が存在したが、堂島米会所において帳合米取引（事実上の先物取引）に発展し、途中、幕府による規制など諸々の苦難を乗り越えた。こうして堂島米会所は差金決済を含んだ世界初の公認の先物取引市場として誕生した。堂島米会所は1848年のシカゴ商品取引所設立に影響を与えたが、幕末には幕府や諸藩が極端な投機に走り市場の混乱をもたらし、明治政府によって廃止された。
シカゴ商品取引所（CBOT）は、1864年に先物契約と呼ばれる最初の標準化された「取引所で取引される」先物契約を上場した。この契約は穀物取引をベースにしたもので、この影響により世界各国に先物取引所が設立され、様々な商品を対象とした契約が作られるようになった。1875年までには、インドのボンベイで綿花の先物取引が行われており、数年のうちに植物油、生のジュートやジュート製品、地金の先物取引にまで拡大していった。
シカゴ・マーカンタイル取引所（CME）によって創設された国際金融市場（International Monetary Market、IMM）は、世界初の金融先物取引所であり、1972年に外国為替先物取引を開始し、1977年に国債先物取引を開始し（正確にはIMMではなくシカゴ商品取引所）、1981年に短期金利先物取引を開始し、1982年に株価指数先物取引を開始した。

## 目的・機能
先物取引が行われる目的は複数ある。
- 価格変動の影響を避けるリスクヘッジ
- 適正価格を定めるための商品価格の調整機能
- 価格変動を利用して利益を得るスペキュレーション
- （受渡が可能な先物取引の場合）商品の調達先や販路の確保

先物市場は資金や情報が集中する。そのため、国内経済の発展のためには、重要なインフラといえる。つまり、基幹物資の価格決定権を自国の取引所が持つこと自体が国益につながるといえる。しかし、市場が弱くなり、価格決定権を奪われれば、産業に影響が出るということである。そのため、金や原油などの価格決定権を持つ取引所を有するアメリカや中国などでは、国家をあげて商品先物市場の発展に尽力している。
例えば、東京電力福島第一原子力発電所事故以降、火力発電用燃料として注目されている液化天然ガス（LNG）の場合、足元を見透かされて「ジャパン・プレミアム」と呼ばれる価格上乗せが当たり前となっており、その結果、日本などアジア各国のLNG輸入価格は、天然ガスのパイプラインが整備されている欧米各国と比べて2～6倍も高い。
この問題に対処するため、東京商品取引所にLNGを上場して、世界最大のLNG輸入国として需給状況が反映された「東京発」の指標価格を形成することで、割高な輸入価格の引き下げを狙う経済産業省主導の計画もある。
日本国内の商品先物市場では期先が、中華人民共和国の商品先物市場では期中が取引の中心なのに対して、米国の商品先物市場や金融先物市場などでは、期近が取引の中心である。
先物取引の場合は、売り方と買い方の関係は、人気や金利、需給状況、株式の配当金、時期的背景、供用品格差、現物の保管費用などについては鞘で現れるだけでゼロサムゲームであるが、株式の信用取引の場合は、売り方と買い方の受け取り、支払い金利格差や売り方については貸借取引貸株料に加え場合によって、逆日歩が加算されるなど中間費用がかかるため、先物取引の最大期限内であれば先物取引と比して株式の信用取引のコストのほうが高い。（委託手数料等を除く）
現金決済先物取引方式により大豆や小豆のような保存性がない（鮮度の問題）鶏卵も取引所が複数の卸売業者から現物価格を収集し独自の計算に基づく価格を日々公表し受渡し伴わず特定日の公表価格の平均価格で最終決済することにより上場することが可能となっている。また、スポット取引の価格を最終決済価格の指標として使用することで最終決済価格の信頼性を担保する受渡しを伴わない現金決済先物取引方式の中東産原油（東京市場）やLNG（計画段階）などもある。
さらに、ゴム指数やコーヒー指数などといった取引所が各価格を収集し独自の計算に基づく指数値を日々公表し、特定日の指数値を理論指数値として、最終決済することにより指数先物取引を上場することが可能となっている。
このように、受渡しが伴わない先物取引の設計が可能なことにより、受渡しを伴うことを前提とする現物先物取引しか認めないとする先物取引制度と比べ上場可能な商品の幅が広くなっている（平成2年の商品取引所法改正により制度の充実）。また、平均株価・株価指数のような、個々の現物株の受渡について、多数の銘柄の取り扱いで煩雑となり、また、厳格な比率の計算を伴う為、受渡しに困難を伴う商品も現金決済先物取引方式や指数先物取引方式による先物取引が適している（大阪市場の日経平均株価を対象とする先物取引では、基本的に満期日における個々の現物株の始値を基に平均株価計算を行った特別清算数値を指標として使用することで特別清算数値の信頼性を担保している）。
そして、全銀協TIBOR運営機関が公表する期間3か月のユーロ円TIBOR（Tokyo InterBank Offered Rate）を100から差し引いた数値を金融指標として呼び値を行うユーロ円3か月金利先物などのように対象商品が抽象的で対象商品を物理的に受渡すことが出来ない商品も現金決済先物取引方式で取引されている（ユーロ円3か月金利先物については全銀協TIBOR運営機関が取引最終日に公表する期間3か月のユーロ円TIBORの小数点以下第3位未満を四捨五入したものを100から差し引いた数値を最終決済価格としている）。
現引き（現受け）・現渡しが可能な現物先物取引方式の受渡しについて、当事者間の合意のある受渡しの場合などを除き、受渡規定範囲内において、買い方、つまり現引き（現受け）する人は銘柄や受渡し場所を選定できないが、現渡しをする売り手は銘柄や受渡し場所を自分で選べるのも特徴である。また、受渡しについて、東京市場の金のような標準品と同等で金銭的な格差制度が存在しない銘柄も存在するが、標準品との金銭的な格差（格付け）制度による標準品以外の受渡供用品も存在させることで、受渡供用品に幅を持たせている商品も存在しているのも特徴である。
例えば、長期国債先物（長期国債標準物「クーポン：6%、残存期間：10年」）の場合は、受渡適格銘柄が残存7年以上11年未満の10年利付国債の中から標準物と受渡決済銘柄との交換比率が算出され売り手は、最も割安な銘柄（チーペスト）を選択することが自然な考えとなる。あるいは、北陸産（石川、福井）コシヒカリを標準品とする大阪コメの場合も標準品の価格に調整額を考慮した価格で全国のコシヒカリの受渡しが可能となっている。

### リスクヘッジ
商品や有価証券などの現物取引を行っている者が、将来の価格がどのようになるか分からないため、将来の価格変動による利益の可能性を放棄する代わりに、損失を被らないように保険を掛け価格変動リスクを市場に転化する機能。また、「リスクヘッジ」は、「保険繋ぎ」とも言う。リスクヘッジは、必ずしも現物を受渡す必要がある訳ではなく差金決済で十分なこともある。それと、リスクヘッジは、下記の説明のとおり、例えば商人が、販売商品を買って（生産者の場合は、生産コストの支払いや生産者の労務の使用などの採算性「買い的要素」）、先物市場で繋ぎ売りをするなど、売りと買いがセット（両建て）で、ヘッジをする者の最終的な建玉が残らない（片建玉がない）。これは、投資家から商人、生産者、消費者まで全て共通している。
例えばある商社が、米国から大豆10,000トンを輸入する。米国で買い付け、船で日本に到着するまでに1か月かかるとする。1か月の間に大豆の販売価格が仮に1kgあたり10円下がったとすると、商社は1億円の損失を出すことになる。そのため、商社は必ず買付けと同時に、商品先物取引を利用して10,000トン分の大豆を売契約し、利益額を確定する。 値下がりすれば先物で利益が出るので、現物の損失と相殺することができる。値上がりの場合は利益を放棄することとなるが、商社の利益は価格変動の激しい相場商品を安全に取引することにある。また、生産者も植えつけ前に先物市場において採算価格で販売契約し、販売価格を生産前に決めることで、収穫時の投機的な値上がり益の可能性を放棄する代わりに適切な利益を確保し、収穫時の価格下落（採算割れ）を気にせずに安心して計画的に生産することができる。
先物を利用せずに石油や穀物など価格変動が激しく大量の商品を扱うビジネスは、現代では不可能といってよい。欧米では、取引所でヘッジをしないことが逆に投機だとみなされ、経営責任が問われる可能性がある。（1992年に、米国市場で、取締役が公認会計士の勧告に従わず農産物の価格変動リスクをシカゴ先物市場でヘッジしなかったことによる損失を被った結果ついて、会社が株主代表訴訟を受け、取締役責任を問われ会社に非があるとされた事例がある）
その他、原油備蓄増強の必要があるケースで、逆鞘状況の原油において、備蓄原油の一部を売って、先物で買い、備蓄原油の鞘出世分の差額、生み出したお金によって備蓄を増やすことも出来る。（スワップ取引の例ではあるが韓国の原油の鞘出世取りにより国家備蓄を増強した実例もある）さらに、実需筋が先物取引を利用することで、先物取引の受渡制度を利用して倉庫費用の軽減等も出来る場合もあり、商人にとっては、先物取引をうまく活用することで商売のコストを軽減することもできる。
ヘッジ取引でも、オーバーヘッジ（過大ヘッジ）あるいはアンダーヘッジ（過少ヘッジ）があり、この部分については価格変動リスクに晒される。
騰落の基調が類似している対象物であれば、銘柄が異なっても大雑把なヘッジはできる。例えば、日経平均株価の相関性が高い個別株を保有して、日経225先物で売りヘッジをして、値下がりリスクのヘッジをするなどである。しかし、銘柄個々の騰落の原因もあるので、当該銘柄でヘッジ取引を行わないと正確な保険とはならない。日本における銘柄個々の株式のヘッジについては、かつては、長期清算取引（＝先物取引）でのヘッジが可能な銘柄が存在したが、現在では、このようなことが信用取引などに代わっている。

### 価格調整機能
公開の市場で多種多様な思惑を持った多数の参加者が競り合うことによって売り手と買い手の力関係により価格が決定されるため、理論上その時点での最も公正な価格が決められること。逆に言えば先物取引の取引の衰退は取引対象の上場商品の価格が不透明になることを意味する。
特に商品先物取引の場合、先物価格を指標として生産者が生産調整を行うことがあるため、将来価格が高い場合は生産量が増えて需要が後退することで結果的に価格が下がり、将来価格が低い場合は、逆の現象が生じる。また、先物価格がかなり高い場合は、生産設備の増設などにより、増産に伴う将来の相場の下落の要因となり、先物価格がかなり安い場合は、生産者の倒産や廃業により、過剰な生産設備が整理などがされ、減産による将来の相場の上昇の要因となる。
よって、需給に見合った価格形成ができる（自由経済は価格中心の経済であり、価格の騰落によって、場所的または時間的に物資の需給が調節される経済である）。このため、商品価格の乱高下が減り、価格の安定化をもたらすと考えられている。
また、非公開の市場内部の出来事に出来ないため生産者等による価格カルテルの実行を困難にする側面もある。ただし、仕手やファンド等の介入で価格が、ある程度乱高下する場合もある。また、売り崩しや買占めについては極力排除されるように制度化されている。銀相場におけるハント兄弟の買い占めが世界的な事象として知られているが、結局、段階的な取引の規制により、彼らは暴落で大損失を被ることになる。
また、国家による安定基準価格の維持のため、糸価対策と称した事実上の価格操作の例として、事実上の国家統制 （上下の安定帯の幅の中に市場メカニズムを生かしながら過度の価格の変動を防止する制度）により国内外の価格差があり過ぎる場合も問題点が出てくる（国内高、海外安）。
仕手戦で仕手筋、投機筋が生糸価格をずっと高くつり上げ、その後、生糸価格が暴落した時、その仕手筋、投機筋はその生糸を蚕糸砂糖類価格安定事業団（蚕糖事業団）に持ち込み、蚕糖事業団はその生糸を購入をした。その結果、蚕糖事業団の在庫生糸にカビが大量発生してしまった。これは、その制度の盲点と生糸の先物取引を仕手筋がうまく利用して、何も知らない蚕糖事業団が生糸の大量在庫を抱え込み、国庫負担を生み、結局は国民負担（納税者負担）という形で決着した例である。　これは、会計検査院から指摘を受け、結局、多額の欠損金を生んだ。
もっとも仕手化して、予想外の事態が生じて、意外な相場が出現しても、その仕手戦が終了すれば、異常な相場は訂正され結局は、実勢の相場になる。また、公開された自由な市場においては不自然な高値は売り物を呼び、不自然な安値は、買い物を呼び相場を自然の位置に戻す作用が機能する。したがって、買占めや売崩しは、不成功に成り易い。
また、先物上場によりもたらされた販売マージンの縮小に伴う国内のガソリンや金の小売価格の内の販売マージン分の低下にも寄与した例もあり、消費者にもメリットがある。

### 投機としての機能
先物取引では以下のような場合に、その差額を利益として得ることが出来る。
- 今後の価格の上昇を予想して商品を購入し、実際に商品価格相場が上昇して売却した場合。
- 価格の下落を予想して商品を売却し、実際に商品価格相場が下落して買い戻しを行った場合。

現物を持ち寄らずに、紙上や電子的に取引を行うため、市場（いちば）よりも大規模な取引を行なうことが可能で、商品を取引する上での世界的な価格指標となる。また少額の現金のみで取引できる「証拠金取引」であるため、レバレッジ効果によって利益・損失とともに莫大になりやすい。
投機は、本来そこに投機を誘発する原因があるから、起こる現象で、その大元の歪を絶たなければ投機を絶滅することはできない。投機は結果であって原因ではない。そして、その投機の結果、暴騰や暴落が決定的になるだけである。例えば、品薄やインフレ懸念が換物思想を招いて投機買いを招くのである。しかし、もし投機を全面否定すれば、誰かが、大きな犠牲を払わなければ経済は安定しない。
また、投機を除去しようと思えば、投機が介在する余地がないような安定政策とらなければならない。例えば、日本における戦時からの統制政策、米の政策における多額の国庫負担及び消費者過大負担、電電公社の通信の独占により競争原理が働かないことによる長距離通話の高額通話料金や電力小売りの地域独占により競争原理が働かないため高額電力料金などによる消費者過大負担などが該当する。
先物市場だけでなく、原材料、不動産、設備投資など不確実性な将来の思惑、見通しを基につまり投機によって各産業が支えられ資本主義そのものが成立している。
言い換えれば、各産業で、投機を抑制すればその産業が衰退していく。また、将来の思惑、見通しがない中、負債を拡大させながら商売を続ける商人もあり、投機ともいえない状況も存在し、区別する必要がある。投機を行う者にとっては、リスクヘッジ目的の取引の場合と異なりその株式や商品、債権等自体が重要なわけではない。
取引参加者は、取引対象の株価や商品、債権価格等を左右するような情報を手に入れるなどして将来の政治・経済・財政等の見通しから将来の価格を予測し、先物取引によって利益を得ようとする。リスクヘッジ取引と同じく、先物の購入または売却を行い、期限前に反対売買をすることで差金決済する。
また実需を行う買い手にとってはリスク軽減の効果もある。買い手が指定倉庫に近ければコスト運搬コストも下げる事が出来る。
特定の思惑に偏らない多種多様な思惑の投機が存在することにより、先物市場の取引規模は増大し流動性が高まる。また、結果的には、投機による高い流動性がリスクヘッジを引き受けたり(特定の思惑に偏りがちなリスクヘッジ取引だけでは取引がうまく成立しにくくなる)、大小様々な情報を価格へ織り込む役目を行なっていることになる。これにより、先物市場の有用性が高まるが、一方でレバレッジを活用した巨額の取引により、意図的に価格を吊り上げたり、逆に売り崩したりする場合があり、市場の混乱の一因ともなる。
一般的な投機的危険性を抑えた取引として、投機等により生じた限月間や現物、先物間等との価格差に着目した鞘取りという取引もある。
例えば、同一銘柄における東京（の小豆）と大阪（の小豆）などといった地域間や現物株、株価指数先物間の裁定取引（市場間鞘取り、アービトラージ、arbitrage）や期近と期先との間等に着目した限月間鞘取り（スプレッド、spread）、ガソリンと灯油などといった商品間鞘取り（ストラドル、straddle）といった取引がある。
また、この取引を収益源とする裁定取引を行う証券会社や商品取引を行う個人投資家などがいて、さらに長期清算取引における個別株の好況時等で開いた当限と先限との鞘を狙い株式を現受し、のちに、品渡しをする。そのために、現受のための銀行からの融資を受けても採算が取れるケースもあり、これを営業の本位とした清算取引が行われていた時代の取引員（現行での証券会社に相当する）がいたようであり、商品にも同様の鞘取り方法がある。また、鞘取りは、ある程度を越した値開きが生じれば、安いところを買い高いところを売る市場参加者が増えるため、限月間にしろ、地域間にしろ物価を平準する作用がある。
その他の鞘に注目した手法として、鞘出世取りや鞘滑り取り（ローリング）がある。例えば、ゼロ金利と配当金の支払いを考慮されているため、数年単位で見ると恒常的に逆鞘にある日経225先物を買ったり（鞘出世取り）、順鞘のニューヨークコーヒーを売る（鞘滑り取り）などして鞘幅を狙う方法もある。その他、先物取引にオプション取引を絡ませて、いっそう複雑なポジションを構成することもできるなど、先物取引の手法のバリエーションは多彩である。
数ある利殖法の内、鞘取り、鞘滑り取り及びオプションの売りは、世界三大利殖法とも称せられている。
取引期限が超えるような長期的な思惑や、流動性リスク（中心限月から外れる時など）を避ける場合などがある場合は、ロールオーバー（乗り換え）と呼ばれるそれまで維持していた建玉を決済し、取引期限がより先となる限月に建て直す方法により思惑を維持する方法がある。しかし、限月間の価格差（鞘関係）には注意が必要で、委託手数料も発生する。
賭博とは、「確実には予見できない事実に関して勝敗を決する方法によって財産上の利益を争う行為」であると考えられている。そして、「国民の射幸心をあおるのは勤労によって財産を得ようとするという健全な経済的風俗を害する」（最高裁昭和25年(れ)第280号同25年11月22日大法廷判決 刑集第4巻11号2380頁）ため、賭博行為を厳しく規制している（刑法第185条、同法第186条）。
先物取引も、取引内容次第では、取引所投機が賭博類似行為であり、実質的には、賭博行為となるため、大幅な債務超過となるなど多額の負債をかかえたり、射幸心をあおるなどの側面もあるが、法令又は正当な業務により違法性が阻却されると考えられている（刑法第35条）。

### 取引の種類
日本の株式市場には、1943年まで長期清算取引があったが、この取引は現代風に言えば個別株式の3か月以内の3連続限月制の先物取引であった。現行の先物取引は、第二次世界大戦後のアメリカの制度を見習い、「実物取引」と「清算取引」の区分を踏襲しながら、長期清算取引については Futures を訳して「先物取引」と呼んでいる。また、当時は、個別株式の先物取引制度は世界的に見ても珍しい。これは、取引制度について、米の先物取引が源流であるためである。また、日本に遅れること1980年代以後には、ブラジルや欧米などで個別株式の先物取引制度が創設されている。
株式取引所での取引は大別して実物取引と差金決済による清算取引からなっていた。
1893年取引所法では、実物取引は「直取引」と呼ばれ、売買成立後5日以内に受渡しによる決済がなされる決まりであった（同時に150日以内受渡しの延取引が導入された）。清算取引は、あらかじめ暦のうえで定められた日に決済を行う定期取引であり、転売と買戻しによる差金決済が可能であった。従来は2か月ないし3か月以内という長期での決済のみであったが、1922年の取引所法の改正（4月19日公布、9月1日施行）で、7日以内受渡し（実際には翌日受渡し）の短期清算取引が導入され（東京では1924年6月より、大阪では改正法施行と同時に、実施）、従来の清算取引（長期清算取引と呼ばれるようになった）との2本立てとなった。
実物取引については東京では、1878年6月から1893年8月までは現場取引、1893年9月から1918年8月までは直取引、1918年9月から1922年8月までは現場取引と呼ばれた。1922年9月からは実物取引と呼ばれ、受渡しは売買日から起算して15日以内とされた。
清算取引については、東京では、1878年6月から1922年5月までは定期取引、1922年6月から1924年5月まで清算取引、1924年6月から1933年2月までは長期清算取引、1933年3月以降は清算取引と呼ばれた。
実物取引と長期清算取引の中間位置に存在したものとして、期日到来後も30日以内に限って受渡し又は差金決済を繰り延べることが可能な短期清算取引が1943年まであった。日歩（又は逆日歩）と配当金調整額・金利調整額・スワップ金利などの違いはあるが、類似の繰り延べ取引（ロールオーバー制度）として差金決済取引や外国為替証拠金取引が現在は存在する。
将来の価格を予想して現時点で約定を結ぶ契約方式には、最終的に実物を受渡す契約（現物決済）と、約定価格と取引最終日の清算価格との差額を現金で決済する契約（差金決済）があるが、先物取引は原則として差金決済のものを指す。
先渡契約は当業者が現物商品を実際に調達するために利用する契約であるのに対して先物取引は価格の変動のみに着目して、将来にわたる価格変動の危険のみを回避（リスクヘッジ）する契約であることが特徴である。
先渡契約では最終的に実物の受渡がともなうため、どうしても当業者（その商品を現実に取り扱っている事業者）が契約の中心となるのに対して、先物取引では金融商品として独立しているため当業者以外のスペキュレーター（投機家）が参加しやすいというメリットがある。
金融先物取引法（昭和六十三年五月三十一日法律第七十七号）において、取引所金融先物取引のカテゴリーとして東京金融取引所の「くりっく365」や大阪証券取引所の「大証FX」を想定とした同法第2条第2項第2号がある。
しかし、「くりっく365」および「大証FX」は、法律上は、先物取引ではあっても、取引の仕組みの定義からの視点で見ると、繰り延べ取引のため、前述のとおり先物取引とは言えない。
同様に、同法には、店頭取引のFXやCFDを想定した店頭金融先物取引のカテゴリーがある（同法第2条第4項）が、店頭FXや現物株式など取引の仕組みの定義からの先物取引ではない店頭CFDについて、法律上は、先物取引ではあっても、取引の仕組みの定義からの視点で見ると、繰り延べ取引のため、前述のとおり先物取引とは言えない。

### 証拠金取引
先物取引の一般的な特徴として「証拠金取引」制度がある。これは、購入もしくは売却する先物の表示する原資産価額(単価×数量)の全額は不要で、市場が指定する一定量額の証拠金を担保にして取引が出来るというものである。先物取引市場は実物市場の価格変動を回避するための保険(リスク・ヘッジ)として設計されており、証拠金は実物(原資産)の価格変動に見合う保険金・担保金の性格を持つ。
反対売買の時には、差し入れた証拠金の差額調整により決済（差金決済）され、取引所が設計した価格変動幅（値幅）を越える価格変動が生じた場合、証拠金は清算機関に差し押さえられ、強制決済か追加保証金の納入を求められる。
また、取引次第では預託した資金を超える損失が出る可能性も秘めている取引であり、預託した資金を超える損失が発生し、ブローカーが清算機関に不足分の決済金を立替えて支払った場合は、立替金相当額（不足金）をブローカーに弁済する必要がある。
先物取引を専門におこなう場合、証拠金システムにより「レバレッジ（てこ）効果」が生じ、株式の信用取引などと同じように、用意する現金に比べて大きな利益、大きな損失が生じやすく、また、通常は原資産価額の10％未満の証拠金率と株式の信用取引よりもレバレッジ効果が高いのが特徴であり、投資額からみるとハイリスク・ハイリターンな取引であるといえる。
一夜にしてブローカーに預託した資金を超す損失が出るケースがあるなど想像以上の損失をこうむってしまう投機家が多いのは、このためである。そのため、投資額では損金を賄えきれないため、負債を抱えることもあり、投機家が倒産に至るケースもある。そのため、資金配分を適切に管理し資金配分によりレバレッジ効果を意図的に引き下げる、適切な損切りなどレバレッジ効果に対する適切なリスク管理も求められる。

### 高度な信頼依存性
先物取引は約束（契約）を根拠に、あらかじめ金銭上の受渡しを確約する契約形態であるため、債務不履行によるカウンターパーティリスクが非常に高い契約形態である。特に契約上不利益な結果に決着した側が債務の支払いを拒否したり、あらかじめ支払うべき額を用意せず破産に及ぶ場合、契約当初から支払う意思がなければ詐欺であり民事上の不法行為以前に刑事罰の対象となる。歴史的にはギルドや座における帳合取引（帳面だけによる予約取引）上の信頼性の確保は、加盟権の制限や自主的な懲罰規定（破約があれば永久追放）により担保されていた。また、未知の個々の市場参加者の信用リスクを遮断するため、クリアリングハウスで、精算・決済している先物取引所がある。
現在でも信頼関係による契約履行の担保は先物取引の大前提であり、不特定多数の一般投資家の参入を前提とした取引所先物取引では、証拠金や値幅制限の規定、決済日が約定日の翌日（T+1）など取引の決済や建玉の値洗い（値洗制度）による差金の受渡しの期間を短く規定し決済リスクを軽減する、クリアリングハウスの設置、あるいはブローカーの信用リスクに対する顧客資産への安全策（例えば、ブローカーによる顧客の有価証券や金銭等の流用の法令等による禁止、クリアリングハウスへの預託など資金の分別管理、ブローカーの支払不能対策保険契約、投資家保護基金等。）などが要請されている。
米国では1929年の世界恐慌以降、相対契約を含めた一般信用取引を包括的に統制するための法整備が進み、1934年に「証券取引所法」が、1936年に「商品取引所法」が制定され、CFTC（米国商品先物取引委員会）やSEC（米国証券取引委員会）が設置された。

#### クリアリングハウスによる信用リスクの遮断
市場参加者同士が行った売買をクリアリングハウスと市場参加者（金銭の流れでは、クリアリングハウスと非清算参加者の市場参加者の間に清算参加者が入る）が売買代金の決済を行う方法「クリアリングハウス＝セントラル・カウンターパーティー（central counterparty、CCP）」により、こうしたクリアリングの仕組みを通じ、個々の市場参加者（売り手・買い手）の信用リスクを遮断する。
万が一、清算参加者がクリアリングハウスに対する債務不履行を起こした場合でも、クリアリングハウスが債務については清算参加者に履行する義務を負うため、信用リスクは各清算参加者や取引先として物理的にきちんとした信用調査の出来ない未知の不特定多数の市場参加者の支払い能力ではなくクリアリングハウスの支払い能力のみということになる（自己売買と自社顧客の市場参加者の不履行の決済金を立替えて支払う立場「クリアリングハウスに対する自社顧客の市場参加者の保証人的立場」の清算参加者に決済の不履行が生じた時のクリアリングハウスの決済の履行能力）。
クリアリングハウスごとに制度が異なるが、例えば、清算参加者の違約対策として、適正な証拠金・預託金の確保、クリアリングハウスの強固な財産基盤、違約対策保険の導入や、清算参加者の相互保証（特別負担金）などで、違約対策財源等を確保している。その他、市場参加者の債務不履行時等でも清算参加者の立替金による決済も行っている。このような方法により市場参加者、清算参加者の債務不履行に対する対策が施されていて、他の市場参加者に債務不履行に伴う財産的な影響（利益を受け取れない）を与えないように配慮され、リーマンショック時においても、相対取引とは異なり、違約した清算参加者の損失を肩代わりするクリアリングハウスの財産状況が取引の担保の限度となるため、直接、取引相手の信用リスクを考える必要がなく、信用リスクが低い分だけ安心して取引ができ、決済が円滑になされていて評価されている。
株式会社日本商品清算機構における決済不履行時の対応例
指定商品市場毎に次の順序により損失の補填を行う。
(1)
- 当該清算参加者が当該指定商品市場について預託している自己分の取引証拠金
- 当該指定商品市場について預託している清算金
- 当該清算参加者が当該指定商品市場について預託しているその他の預託金等
- 当該清算参加者が返還請求権を有する当該指定商品市場分の委託分の取引証拠金

(2).当該清算参加者が会員として指定商品市場毎に指定市場開設者に預託している信認金
(3).株式会社日本商品清算機構の剰余金のうちから積み立てた「決済不履行積立金」
(4).指定商品市場毎に第三者による損失補償又は損失保証により受領する金銭（※2）
(5).損失を補填し得ない指定商品市場に係る他の清算参加者が株式会社日本商品清算機構に預託している清算預託金
(6).損失を補填し得ない指定商品市場に係る他の清算参加者の負担
※1 株式会社日本商品清算機構は、決済不履行が発生した場合であっても、決済を円滑に履行する必要があることから、指定決済銀行との間で「緊急融資枠」に関する契約を締結している。
※2 指定市場開設者が有する違約担保積立金、特別担保積立金並びに指定市場開設者が付保する損害賠償保険。
（参考） 株式会社大阪証券取引所がインハウス型クリアリングハウスであった期間における先物・オプション取引のロスシェア・ルール（※現在、同社の市場業務は大阪取引所に引き継がれたほか、もはや大阪取引所はクリアリング業務を行っていない）
清算参加者の決済不履行による損失を、以下の順位により補填。
(1) 不履行清算参加者が株式会社大阪証券取引所に預託した自己分の取引証拠金及び清算預託金等
(2) 株式会社大阪証券取引所の先物取引等違約損失準備金
(3) 株式会社大阪証券取引所の利益剰余金（利益準備金、違約損失準備金及び先物取引等違約損失準備金を除く。）及び不履行清算参加者以外の清算参加者が株式会社大阪証券取引所に預託した清算預託金
(4) 清算参加者の相互保証（特別負担金）

## 取引活用例（原資産取扱関係者）
ここでは、原資産として商品「トウモロコシ（コーン）」を直接取り扱う酪農家と生産農家を例に挙げて、先物取引の活用（リスクヘッジ）について説明する。
前提条件
- 現物市場価格と先物市場価格は常に同一とする。（実際は期日に向けて収斂していく。）
- 金利は考慮しないとする。
- 手数料は考慮しないとする。
- 先渡し契約を含む場合も考慮する。
- 証拠金は売り手買い手双方から預かる。（証拠金金額は価格変動リスクの大小により違う。通常は総代金の4% - 10%程度）。証拠金の適正・妥当価額の決定理論についてはブラック-ショールズ方程式など数理ファイナンス理論が利用される。SPANパラメーター。
- 期日は売り買い共に同日とする。（実際には期日の違うものもありえる。）
- 売買は多くても各1回ずつとする。（実際には取引が行われていれば何回でも売買できる。）
- 売買数は100万ブッシェル。（1ブッシェル＝約25.4 kg；実際には売買数の増減が可能である。）
- 最初の先物売買時点に於いて、トウモロコシ先物価格が1ブッシェルあたり「2.5ドル」と表示されているとする。

### 原資産消費者に於けるリスクヘッジ（酪農家）
例えば、大規模な牧場があったとする。
1. 牧場では牛の飼料にトウモロコシを使っている。
2. トウモロコシは市場価格で購入している。
3. トウモロコシが1ブッシェルあたり3ドル以上になると赤字になる。
4. 年間に100万ブッシェル（約25,400トン）使用する。

酪農家は、来年のトウモロコシの価格が気になる。もし、来年の価格が3ドルを超えれば、赤字になってしまう。そこで、酪農家は先物市場でトウモロコシを250万ドルで「100万ブッシェル買う権利」を買う。受け取るのは「来年決済時点のトウモロコシ100万ブッシェルを買う権利」である。
一年後、現物市場のトウモロコシ価格が期日前4ドルになってそのまま期日を迎えた場合での決算
酪農家は、先物市場で受け取った「トウモロコシを買う権利」とは別に、期日前に「トウモロコシ100万ブッシェルを売却する権利」も買う。このことで決算時に400万ドルの収入と250万ドルの支出がある。差額150万ドルが証拠金とともに支払われる。差し引き150万ドルの利益である。一方、実際に飼料とするため現物市場でトウモロコシを購入する。単価4ドルで100万ブッシェル買うため400万ドルの支払である。先ほど、先物市場で得た150万ドルの利益と相殺して、差し引き250万ドルの支払となる。これで事実上、単価を2.5ドルに抑制できたことになる。酪農家が先物取引をしていなければ赤字となっていた。
一年後、現物市場のトウモロコシ価格が期日前1.5ドルになってそのまま期日を迎えた場合での決算
酪農家は、先物市場で受け取った「トウモロコシを買う権利」とは別に、期日前に「トウモロコシ100万ブッシェルを売却する権利」も買う。このことで決済時に150万ドルの収入と250万ドルの支出がある。差額100万ドルが証拠金から差し引かれ、証拠金で足りない分は追加で支払う（証拠金には価格変動による追加あり）。差し引き100万ドルの損失である。一方、実際に飼料とするため現物市場でトウモロコシを購入する。単価1.5ドルで100万ブッシェル買うため150万ドルの支払である。先ほど、先物市場で失った100万ドルと合算して、250万ドルの支払となる。これで事実上、単価が2.5ドルになる。酪農家が先物取引をしていなければ、より利益があったが、赤字にはならなかった。
酪農家は、先物市場で買ったトウモロコシが手元に残る。決済時に250万ドルの支出がある。これで単価が2.5ドルになる。酪農家が先物取引をしていなければより利益があったが、赤字にはならなかった。（先渡し契約を伴う先物取引:現物の受け渡しは指定倉庫など）

### 原資産生産者に於けるリスクヘッジ（生産農家）
例えば、大規模な農場があったとする。
1. 農場ではトウモロコシを生産している。
2. トウモロコシは市場価格で売却している。
3. トウモロコシが1ブッシェルあたり2ドル以下になると赤字になる。
4. 年間に100万ブッシェル生産する。

農場経営者は、来年のトウモロコシの価格が気になる。もし、来年の価格が2ドルを下回れば、赤字になってしまう。そこで、農場経営者は先物市場でトウモロコシを「100万ブッシェル売る権利」を買う。受け取るのは「来年決済時点のトウモロコシ100万ブッシェルを売る権利」である。
一年後、現物市場のトウモロコシ価格が期日前4ドルになってそのまま期日を迎えた場合の決算
農場経営者は、先物市場で受け取った「トウモロコシを売る権利」とは別に、期日前に「トウモロコシ100万ブッシェルを買う権利」も買う。このことで決算時に250万ドルの収入と400万ドルの支出となる。差額150万ドルが証拠金から差し引かれ、証拠金で足りない分は追加で支払う（証拠金には価格変動による追加あり）。差し引き150万ドルの損失である。一方、実際に生産したトウモロコシを現物市場で売却する。単価4ドルで100万ブッシェル売るため400万ドルの受取である。先ほど、先物市場で失った150万ドルの損失と相殺して、差し引き250万ドルの収入となる。これで事実上、単価が2.5ドルになったことになる。農場経営者が先物取引をしていなければより利益があったが、赤字にはならなかった。
農場経営者は先物市場で売るためトウモロコシを指定倉庫に運搬する。決済時に250万ドルの収入となる。これで単価が2.5ドルになる。農場経営者が先物取引をしていなければより利益があったが、赤字にはならなかった。（先渡し契約を伴う先物取引:現物の受け渡しは指定倉庫など）
一年後、現物市場のトウモロコシ価格が期日前1.5ドルになってそのまま期日を迎えた場合の決算
農場経営者は、先物市場で受け取った「トウモロコシを売る権利」とは別に、期日前に「トウモロコシ100万ブッシェルを買う権利」も買う。このことで決算時に250万ドルの収入と150万ドルの支出となる。差額の100万ドルが証拠金とともに支払われる。差し引き100万ドルの利益である。一方、実際に生産したトウモロコシを現物市場で売却する。単価1.5ドルで100万ブッシェル売るため150万ドルの収入である。先ほど、先物市場で得た100万ドルと合算して、250万ドルの収入となる。これで事実上、単価が2.5ドルになる。農場経営者が先物取引をしていなければ赤字になっていた。
このようにリスクヘッジ目的に先物取引をすることは、投機的なより高い利益を求めるためではなく、経営構造を安定化させるために行なう。一年後、価格がどうなるか分からない状況では計画が立たないが、先物取引を行なうことで見通しを立てることができるようになる。

## 先物取引の種類
日本の商品取引所または金融商品取引所において取引が行われる先物取引には以下の種類がある。
- 商品先物取引
- 金融先物取引
  - 国債先物取引
  - 株価指数先物取引
  - 金利先物取引
  - 法律上は市場外国為替証拠金取引（くりっく365）は直物為替先物取引（金融商品取引法第2条21項1号）、市場CFD（くりっく株365）は指標先物取引（金融商品取引法第2条21項2号）として扱う。

外国為替は直物取引である直物為替（決済日が約定日から2営業日以内）と先物為替（決済日が約定日から3営業日以上）に分かれ、更に市場デリバティブか店頭デリバティブで先物取引（国内市場は金融商品取引法第2条21項1号、外国市場は金融商品取引法第2条23項）と先渡取引（店頭、金融商品取引法第2条22項1号）に分かれる。外国為替証拠金取引（FX）は直物為替を扱っており、限日取引（毎営業日ごとロールオーバーしている）と解釈し、市場FXは直物為替先物取引、店頭FXは直物為替先渡取引として法律上は扱っている。先物為替先物取引は国内市場は存在しないが、シカゴ・マーカンタイル取引所 やインターコンチネンタル取引所 などに存在する。
かつて、国債や個別株式の先物取引である長期清算取引が存在した。

## 税金
日本の税制では、個人が日本の取引所を利用した場合で、特例に該当する金融商品の場合（大半が該当するが暗号資産などが含まれない）、先物取引で得た利益は「先物取引に係る雑所得等」に該当し、申告分離課税である。税率は一律20.315%（所得税15.315%、住民税5%）であり、その所得税の中には復興特別所得税（0.315%）が含まれている。個人で特例に該当しない場合は総合課税の雑所得もしくは事業所得となる。

## 文献情報
- 先物取引研究 日本商品先物振興協会
- 「先物取引の意義と機能に関する一考察」前田雅弘 (PDF, 日本商品先物振興協会 研究助成金対象論文集第5巻第1号No.9 2000年9月)
- 戦前期日本の綿業関係者による取引所利用の実態分析 (PDF)